# Christian Hein
Christian Hein (ur. 6 września 1982 w Würzburgu) – niemiecki pływak, zdobywca srebrnego medalu na 5 km i brązowego medalu na 10 km na Mistrzostwach Europy w pływaniu w Budapeszcie na otwartym akwenie.